# Vito Ippolito

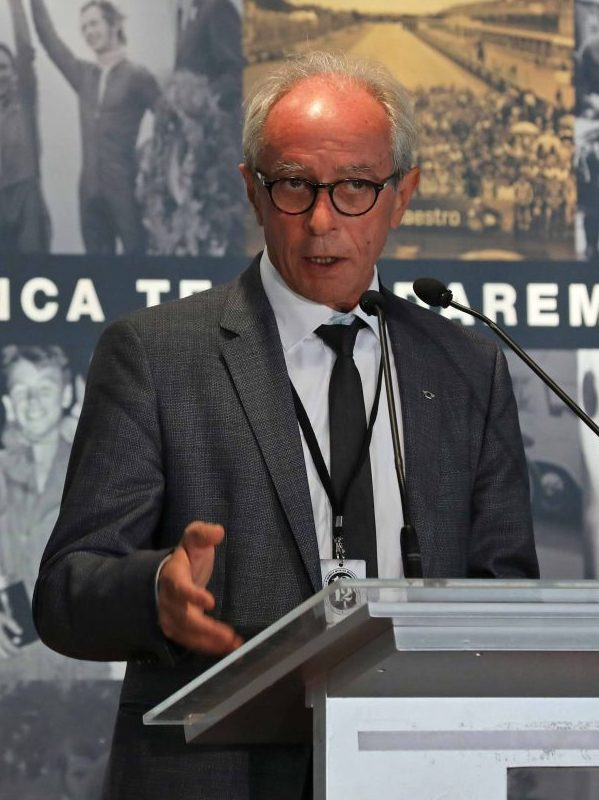
Vito Ippolito (2017).

Vito Ippolito (ur. 1952) – wenezuelski działacz sportowy. Prezydent FIM w latach 2006–2019.
Od 1992 prezydent Federacji Wenezuelskiej. W latach 1990–1996 wiceprezydent FIM. Podczas 123 kongresu FIM został wybrany prezydentem FIM. Jest pierwszym od 1904 nie-Europejczykiem na tym stanowisku.